# Museo nacional de Yemen
El Museo nacional de Yemen o Museo nacional de Saná (en árabe: المتحف الوطني) se localiza en la ciudad de Saná, en el país asiático de Yemen, fue fundado en el año 1971 en Dar al-Shukr (Palacio de Agradecimiento) que es uno de los palacios yemeníes del Iman. Se encuentra cerca de cúpula de la mezquita de Qubbat al-Mutawakkil en la plaza Al-Tahreer Square, en el centro de la ciudad.
El museo recientemente se mudó a un edificio cercano llamado Dar al-Sada (Palacio de la Felicidad). El traslado se realizó al Palacio renovado, ya que ofrece el espacio necesario para acomodar el número creciente de artefactos a lo largo de la historia de Yemen.